# Tvërdyj
Tvërdyj (in russo Твёрдый; in finlandese Kavo) è una delle isole russe che si trova al confine finlandese nel golfo di Finlandia, nelle acque del mar Baltico. Amministrativamente fa parte del Vyborgskij rajon dell'oblast' di Leningrado, nel Circondario federale nordoccidentale.
Tvërdyj si trova a sud di Bol'šoj Pograničnyj; a sud-est di  Verchnij (Верхний) e Malyj Pograničnyj; a est Dikij Kamen'; e a nord di Kozlinyj (Козлиный), l'isola più vicina che dista solo 250 m.

## Storia
Tra il 1906 e il 1908, tra Tvërdyj e Bol'šoj Pograničnyj, era regolarmente ancorato in estate lo yacht imperiale Štandart. Dal 1920 al 1940, l'isola appartenne alla Finlandia, poi tornò alla Russia e fu inclusa nell'URSS. Occupata nel 1941, durante la seconda guerra mondiale, nel 1944 i finlandesi restituirono l'isola, la cui appartenenza territoriale fu confermata dal Trattato di Parigi con la Finlandia del 1947.
Sull'isola, fino al 1940, vi era una parte dell'insediamento di Martinsari, il cui centro era su Malyj Pograničnyj (isola che si chiamava in finlandese Martinsaari). Altre parti dello stesso insediamento erano su Verchnij, Ovečij e Vanhasaari.